# 드미트로 모나코우
드미트로 비탈리요비치 모나코우(우크라이나어: Дмитро Віталійович Монаков, 러시아어: Дмитрий Витальевич Монаков 드미트리 비탈리예비치 모나코프[*], 1963년 2월 17일~2007년 11월 21일)는 우크라이나의 전직 사격 선수, 지도자로 주 종목은 트랩이다. 소련과 우크라이나 국가대표 선수로 활동했고 1988년 하계 올림픽 남자 트랩 종목에서 금메달을 획득했다.